# Mandaue
Mandaue is een stad in de Filipijnse provincie Cebu. Bij de census van 2015 telde de stad bijna 363 duizend inwoners.
Mandaue vormt samen met negen andere steden en gemeenten de metropool Cebu

## Geografie

### Bestuurlijke indeling
Mandaue is onderverdeeld in de volgende 27 barangays:
| - Alang-alang - Bakilid - Banilad - Basak - Cabancalan - Cambaro - Canduman - Casili - Casuntingan - Centro - Cubacub - Guizo - Ibabao-Estancia - Jagobiao | - Labogon - Looc - Maguikay - Mantuyong - Opao - Pakna-an - Pagsabungan - Subangdaku - Tabok - Tawason - Tingub - Tipolo - Umapad |

## Demografie
Mandaue had bij de census van 2015 een inwoneraantal van 362.654 mensen. Dit waren 31.334 mensen (9,5%) meer dan bij de vorige census van 2010. Ten opzichte van de census van 2000 was het aantal inwoners gegroeid met 102.926 mensen (39,6%). De gemiddelde jaarlijkse groei in die periode kwam daarmee uit op 2,21%, hetgeen hoger was dan het landelijk jaarlijks gemiddelde over deze periode (1,72%).

De bevolkingsdichtheid van Mandaue was ten tijde van de laatste census, met 362.654 inwoners op 25,18 km², 14402,5 mensen per km².